# Jean-Baptiste Denys
Jean-Baptiste Denys fue un médico francés que en 1667, hizo la primera transfusión exitosa de sangre a un ser humano. Utilizando como cánulas plumas de aves, le transfundió a un joven sangre de oveja.
Era costumbre de la época, desangrar a las personas para "curarlas" de algún mal. El joven, al parecer había padecido este tipo de curación, y aunque sobrevivió unos días con la curación del Dr. Denys, murió poco tiempo después. El Dr. Denys fue acusado de asesinato, pero salió libre de este acontecimiento, en virtud de que la esposa del joven enfermo lo había envenenado con arsénico.
- Datos: Q729940